# Burni Loyang Kambing
Burni Loyang Kambing är ett berg i Indonesien.   Det ligger i provinsen Aceh, i den västra delen av landet, 1 600 km nordväst om huvudstaden Jakarta. Toppen på Burni Loyang Kambing är 1 121 meter över havet, eller 71 meter över den omgivande terrängen. Bredden vid basen är 1,6 km.
Terrängen runt Burni Loyang Kambing är huvudsakligen kuperad, men åt sydväst är den bergig. Trakten runt Burni Loyang Kambing är nära nog obefolkad, med mindre än två invånare per kvadratkilometer. I omgivningarna runt Burni Loyang Kambing växer i huvudsak städsegrön lövskog.